# Григорково (Весьегонский район)
Григорково — деревня в Весьегонском муниципальном округе Тверской области России.

## География
Деревня расположена в 19 км на юг от районного центра города Весьегонска.

## История
В 1831 году на погосте Титовском близ деревни была построена каменная Христорождественская церковь с 2 престолами, метрические книги с 1775 года.
В конце XIX — начале XX века деревня Григорково вместе с Титовским погостом входила в состав Телятинской волости Весьегонского уезда Тверской губернии. 
С 1929 года деревня входила в состав Ивановского сельсовета Весьегонского района Бежецкого округа Московской области, с 1935 года — в составе Калининской области, с 2005 года — в составе Ивановского сельского поселения, с 2019 года — в составе Весьегонского муниципального округа. 

## Население
| 1859 | 2010 |
| ---- | ---- |
| 112  | ↘16  |

## Достопримечательности
В деревне расположена действующая Церковь Рождества Христова (1831).